# مؤمن حسن
مؤمن حسن (16 نوفمبر 1974) ممثل مصري.

## عن حياته
واحد من ثلاثة أشقاء عملوا كأطفال في مجال السينما والمسرح والتليفزيون نبيلة حسن ونادر حسن. أدى العديد من الأدوار المختلفة وهو طفل صغير لكنه بعدما أصبح كبيراً اختفى عن الاضواء والعدسات الاعلامية رغم موهبته التي كان يتمتع بها.عمل «مؤمن حسن» كطفل في الكثير من الأفلام وشاهدناه شابا في مسلسل «لن أعيش في جلباب أبى» عام 1995 في شخصية «خضير» ابن سهير الباروني. قام بالتمثيل في بعض حلقات مسلسل يوميات ونيس مع محمد صبحي حيث قدم شخصية «شمس» ابن الفنان شعبان حسين الذي كان يسمى «ثروت».

## أعماله الفنية

### الأفلام
لمع أسم «مؤمن حسن» كطفل في الكثير من الأفلام، ابرزها:-
- ليلة شتاء دافئة 1981. بطولة يسرا وعادل أمام.
- حكمة المحكمة 1981.
- غريب في بيتي عام 1982. مع سعاد حسني ونور الشريف حيث أدى دور «أشرف» ابن سعاد حسني،
- حسن بيه الغلبان عام 1982.
- خمسة باب 1983. حيث أدى دور ابن نادية الجندي.
- عنتر شايل سيفه 1983. حيث أدى دور ابن عادل أمام ونورا.
- تزوير في أوراق رسمية 1987. أدى دور علي «هشام سليم وهو طفل».
- محاكمة على بابا عام 1987 مع إسعاد يونس ويحيى الفخرانى حيث أدى دور ابنه الأكبر.
- طابونة حمزة 1984.
- الطيب أفندي 1984.
- فقراء لا يدخلون الجنة 1984.
- عفواً أيها القانون 1985. مع نجلاء فتحي.
- خليل بعد التعديل عام 1987. مع محمود عبد العزيز وليلى علوي وسعاد نصر.
- حالة تلبس، مع الفنانة سماح أنور في الذي تم إنتاجه عام عام 1988 وكان من بطولة كل من الفنانة نعيمة الصغير والفنان علاء عوض والفنانة سعاد حسين.
- معركة النقيب نادية 1990.
- يا دنيا يا غرامى 1996. وغيرها العديد من الأفلام....

### المسلسلات
- دموع في عيون وقحه 1980، أدى دور الطفل محروس.
- ألم وحرمان 1981، عمل مشترك سعودي-مصري.
- انها مجنونة مجنونة 1985، مع نيللي ولطفي زيني والمنتصر بالله حيث أدى دور «خالد» ابن نيللي.
- حادي بادي 1986.
- ليالي الحلمية (ج2) 1988، أدى دور علي البدري وهو طفل أبن علية «ماجدة حمادة».
- لن أعيش في جلباب أبى 1995، أدى دور خضير زوج بنت نور الشريف.
- يوميات ونيس، شمس أبن ثروت.
- هارون الرشيد 1997، أدى دور المأمون.
- القلب يخطيء أحيانا 1998، حيث أدى دور نظمي.
- أم العروسة 1998، حيث أدى دور الابن الأصغر.
- سر الأرض 1998.
- الفجالة 2000. وغيرها من الأعمال التلفزيونية...
- رهن اعتقال 2020 ادى دور شخص مجهول الهوية فاقد الذاكرة

### مسرحيات
- الانفجار الجميل 1983.

## وصلات خارجية
- مؤمن حسن على موقع الدهليز
- مؤمن حسن على موقع قاعدة بيانات الأفلام العربية
- موقع السينما دوت كوم